# Ján Kuciak
Ján Kuciak, slovački istraživački novinar i prvi novinar koji je ubijen u Slovačkoj od osamostaljenja zemlje. Njegovo ubojstvo, kao jedan od rijetkih slučajeva atentata na novinare u Europskoj uniji, dovelo je do političke krize u Slovačkoj. 
Ubijen je zajedno sa svojom zaručnicom, arheologinjom Martinom Kušnírovom hitcima iz vatrenog oružja u njihovoj kući u Veljkoj Mači kraj Trnave. Taj slučaj žestoko je potresao slovačku i europsku javnost izazvavši krizu vlasti u Slovačkoj zbog umiješanosti premijera Roberta Fica i njegovih bliskih suradnika u nezakonite poslove s kalabreškim mafijaškim klanom 'Ndrangheta koji je djelovalo na području istoka Slovačke. Fico je na kraju zbog pritiska javnosti dao ostavku na premijersku dužnost.
Diplomirao je novinarstvo na Sveučilištu Konstantina Filozofa u Nitri. Godine 2015. zaposlio se u uredništvu mrežnog portala Aktuality.sk, za koji je istraživao i objavljivao otkrića o umješanosti visokih političkih dužnosnika u podmićivanje i utaju poreza. Otkrio je i umiješanost visokih dužnosnika vladajuće socijaldemokratske stranke Smer u organizirani kriminal međunarodnih razmjera. Dio njegovih otkrića o utaji poreza bio je objavljen i u Panamskim dokumentima.
Nakon ubojstva, 9. i 16. ožujka 2018. u Brnu su održane dvije velike "Povorke sjećanja", koje su istovremeno bile i prosvjedi novinara i građana protiv podmićenih političara, pa i samoga premijera i njegove pomoćnice, koji su bili umiješani u brojne nezakonite radnje.